# Ted Simon

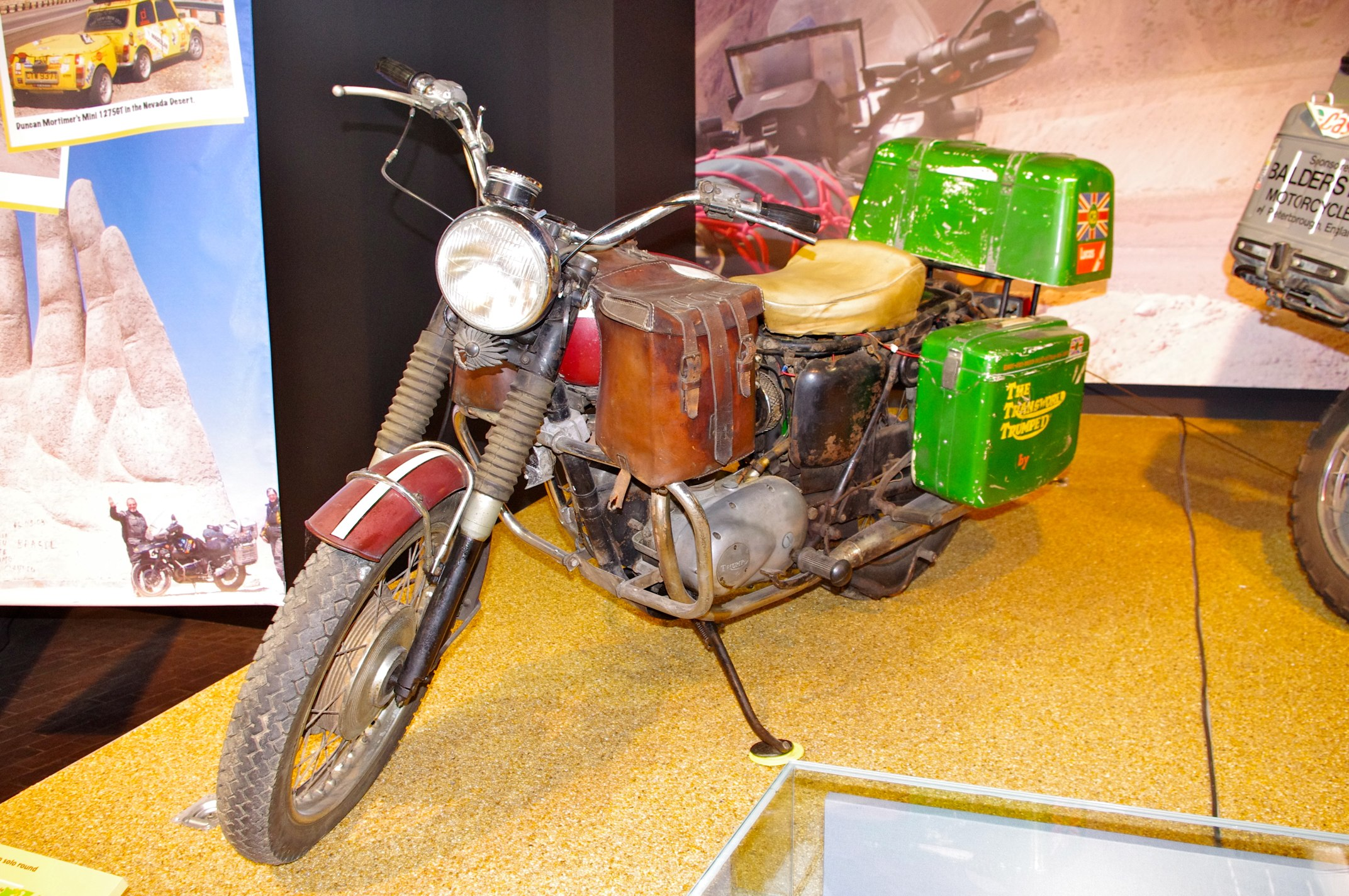
Triumph Tiger 100 von Ted Simon

Ted Simon (* 1931) ist ein Journalist und Abenteurer. Er wurde als Sohn einer deutschen Kommunistin und eines rumänischen Juden in Deutschland geboren.

## Leben
Als Journalist arbeitete er unter anderem für Daily Mail, The Observer und The Times.
1973 brach er zu einer vier Jahre währenden Weltumrundung mit seinem Motorrad Triumph Tiger 100 auf. In dieser Zeit durchfuhr er 45 Länder und legte dabei über 125.000 Kilometer zurück.
Jupiters Fahrt, sein Buch von 1979 über diese Erfahrungen, wurde ein internationaler Bestseller mit weit über 400.000 Exemplaren und machte Ted Simon zur Kultfigur. Mit dem Buch Riding High, dem zweiten Teil über seine Reise, schloss er einige Lücken des ersten Buches.
Mit 70 Jahren umrundete er 2001 auf seiner umgebauten BMW R 80 GS erneut den Globus, durchquerte Europa, reiste von Tunis bis ans Kap der Guten Hoffnung, setzte nach Brasilien über und fuhr durch Nordamerika. Er erkundete Neuseeland und Australien und kehrte nach zweieinhalb Jahren on the road über den asiatischen Kontinent nach Europa zurück. Dabei legte er 95.000 km in 48 Ländern zurück. Die Erlebnisse dieser zweiten Reise schildert er in seinem Buch Jupiters Träume.
Er schrieb auch das Buch The Gypsy in Me, welches von der Suche nach den Wurzeln seiner Eltern in Osteuropa handelt; 2007 erschien sein neuestes Werk über seine Motorradfahrten: Jupiters Träume.
Sein Buch Jupiters Fahrt inspirierte die Schauspieler Ewan McGregor und Charley Boorman zu ihrer Reise Long Way Round von London nach New York City auf Motorrädern, auf der sie Ted in der Mongolei trafen.
Nach vielen Jahren in Kalifornien, wo er auf einer Farm biologische Produkte anbaute, lebt Ted Simon heute in Aspiran, einem kleinen Ort in der Provence. 2021 veröffentlichte er mit Don't Boil the Canary eine Autobiographie, die sich auf die Jahrzehnte vor seiner ersten großen Reise konzentriert. Eine Übersetzung ins Deutsche ist in Arbeit.

## Zitate
„Trotz der Kriege und des Tourismus und der Satellitenbilder ist die Welt noch genauso groß, wie sie immer war. Mich erfasst Ehrfurcht, wenn ich bedenke, wie viel von ihr ich nie sehen werde. In diesen Tagen ist es keine Affäre, um die Welt zu reisen, denn wenn man eine Menge Geld bezahlt, kann man in weniger als achtundvierzig Stunden ohne Aufenthalt um sie herum fliegen, aber um sie kennenzulernen, sie zu riechen und zwischen den Zehen zu spüren, muss man kriechen. Es gibt keine andere Möglichkeit. Weder fliegen noch auf dem Wasser treiben. Man muss auf dem Erdboden bleiben und die Insekten schlucken, während man sich fortbewegt. Dann ist die Welt von immenser Größe.“
„Die Unterbrechungen sind die Reise.“